# Maik Rogge

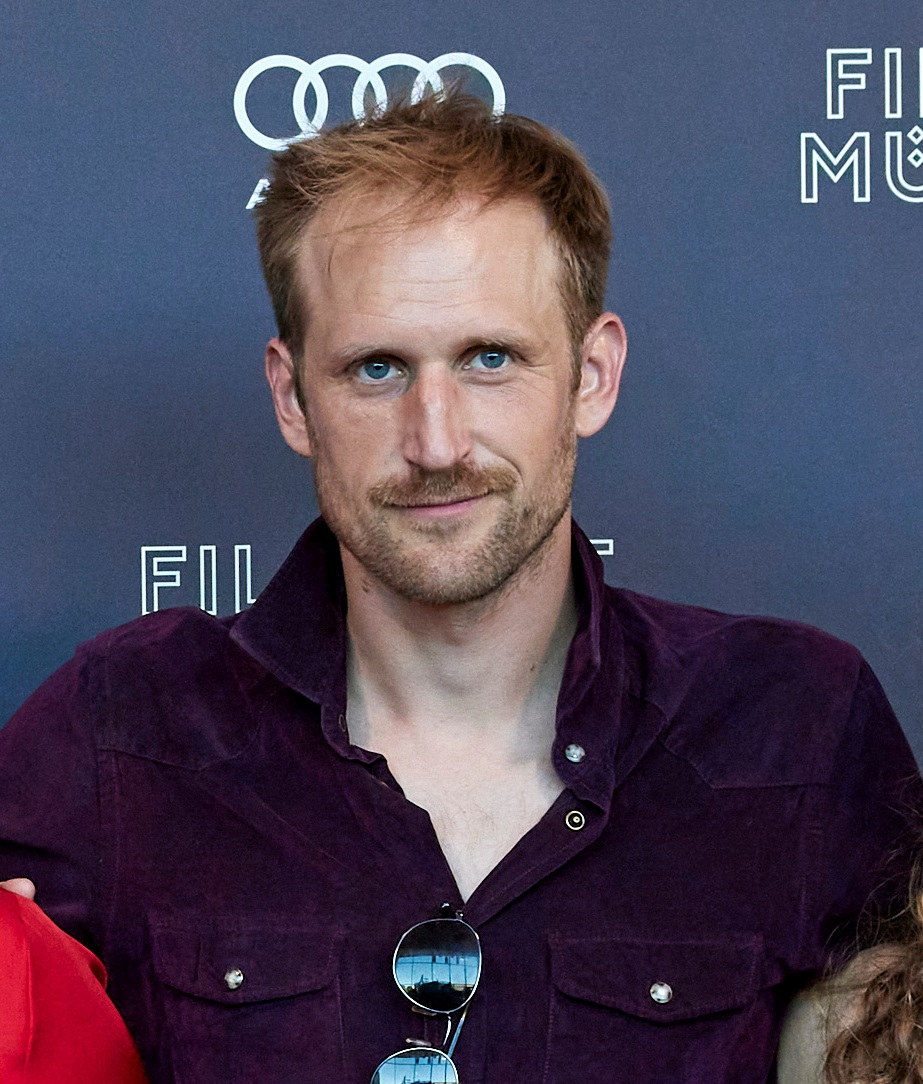
Maik Rogge (2022)

Maik Rogge (* 12. April 1985 in Rheine) ist ein deutscher Theater- und Filmschauspieler, Synchronsprecher sowie Sprecher für Hörspiel und Hörbuch.

## Leben

### Herkunft und Ausbildung
Maik Rogge wuchs in Rheine auf. Nach seinem Abitur absolvierte er einen Freiwilligendienst in Ecuador.
Von 2009 bis 2013 studierte er Schauspiel an der Hochschule für Musik und Darstellende Kunst Stuttgart. Während des Studiums trat er im Wilhelma-Theater und am Landestheater Tübingen in diversen Stücken auf. Es folgten Theaterengagements u. a. am Mainfranken Theater Würzburg und am Stadttheater Ingolstadt.
Derzeit ist Maik Rogge vor allem als Filmschauspieler und Sprecher tätig und lebt in Berlin.

### Film und Fernsehen
Sein Debüt als Filmschauspieler hatte er bereits 2014 im Tatort Frankfurt, unter der Regie von Sebastian Marka. Dort war er in der Hauptrolle Nico Sauer, an der Seite von Joachim Król und Armin Rohde zu sehen. Noch im selben Jahr wirkte er in der US-Produktion Bridge of Spies, unter der Regie von Steven Spielberg mit.
2022 wurde der Spielfilm Das weiße Schweigen, in dem Maik Rogge den Krankenpfleger Peter Bremer spielt, mit dem Deutschen Fernsehpreis als Bester Film in der Kategorie Fiktion ausgezeichnet.

## Filmographie

### Kino
- 2014: Um jeden Preis
- 2014: Bridge of Spies
- 2019: Wie wir leben wollen
- 2022: Bis es mich gibt

### Fernsehen
- 2012: Baron Münchhausen
- 2013: Tatort Berlin – Der Fall Bruno Lüdke
- 2014: Tatort – Das Haus am Ende der Straße
- 2015: Marie Brand und die Schatten der Vergangenheit
- 2017: Tatort Berlin – Die Brüder Sass
- 2018: Die Rosenheim-Cops
- 2020: Die Bergretter
- 2020: Der Zürich-Krimi: Borchert und der eisige Tod
- 2021: Notruf Hafenkante
- 2021: SOKO Wismar
- 2021: Jenseits der Spree
- 2021: Das weiße Schweigen
- 2022: Tierärztin Dr. Mertens (2 Folgen)
- 2022: Doktor Ballouz
- 2022: Wrong – Unzensiert
- 2022: Unter anderen Umständen: Mütter und Söhne
- 2022: Die Flut – Tod am Deich
- 2023: Morden im Norden
- 2023: Der Staatsanwalt
- 2023: Mord im Revier (Reihe, RTL)
- 2024: Big Bang Culture (Miniserie)
- 2024: Nächste Ausfahrt Glück
- 2024: Allein zwischen den Fronten (Spielfilm, ZDF)
- 2025: Nord bei Nordwest – Haare? Hartmann!

### Sprecher/Synchronstimme
- 2019–2024: One Piece (Anime – deutsche Synchronstimme „Big Mama“)
- 2022: The Northman (Abenteuerfilm – deutsche Synchronstimme „Eirikr“)
- 2022: Ein Sturm zu Weihnachten (Fernsehserie – deutsche Synchronstimme „Santa“)
- 2022: Drei Meter über dem Himmel (Fernsehserie – deutsche Synchronstimme „Stefano“)
- 2022: Killing Eve (Fernsehserie – deutsche Synchronstimme „Johan“)
- 2022: Ein Mann namens Otto (Kinofilm – deutsche Synchronstimme „Nick“)
- 2022: Black Adam (Kinofilm – deutsche Synchronstimme „Samir“)
- 2023: Station 19 (Fernsehserie – deutsche Synchronstimme „Clarke“)
- 2023: Will Trent (Fernsehserie – deutsche Synchronstimme „Pete“)
- 2023: Onimusha (Anime – deutsche Synchronstimme „Matashichiro“)
- 2023: The Flash (Fernsehserie – deutsche Synchronstimme „Aariz“)
- 2024: Stonehenge (Fernsehserie – deutsche Synchronstimme „Ophelestes“)
- 2024: Chicago P.D. (Fernsehserie – deutsche Synchronstimme „Zaco“)
- 2024: Kübra (Fernsehserie – deutsche Synchronstimme „Selim“)

### Voiceover
- 2020: Bullshit! (Dokumentations-Serie – deutsche Stimme „Carlos Alvarez“)
- 2021–2024: The Kardashians (Dokumentations-Serie – deutsche Stimme „Chris“)
- 2021: Fresh Fried Crispy (Dokumentations-Serie – deutsche Stimme „Manny Rivera“)
- 2022: Gordon Ramsay: Chef ohne Gnade (Kochserie – deutsche Stimme „Dan“)
- 2022: Thor: Love and Thunder (Making-of – deutsche Stimme „Brian Chapek“)
- 2022: She-Hulk: Die Anwältin (Making-of – deutsche Stimme „Charlie Cox“)
- 2022: Pressure Cooker (Kochserie – deutsche Stimme „Sergei“)
- 2023: Swamp Kings (Dokumentations-Serie – deutsche Stimme „Ahmad Black“)
- 2023: Catfish (Dokumentations-Serie – deutsche Stimme „Just“)
- 2023: Raus aus der Single-Hölle (Dokumentations-Serie – deutsche Stimme „Jin-Seok“)
- 2023: National Geographic Channel (Dokumentation – deutsche Stimme „J. Maurer“)
- 2024: WWE Legends (Dokumentations-Serie – deutsche Stimme „Sam“)
- 2024: On The Roam (Dokumentations-Serie – deutsche Stimme „Jeremiah“)
- 2024: Oak Island – Fluch und Legende (Dokutain-Serie – deutsche Stimme „Jack“)

## Theater
- 2013: Philipp Löhle: Das Ding (Beat) – Regie: Inga Lizengevic (Landestheater Tübingen)
- 2014: William Shakespeare: Romeo und Julia (Romeo) – Regie: David Lenard (Landestheater Stendal)
- 2015: Johann Wolfgang von Goethe: Die Leiden des jungen Werthers (Albert) – Regie: Louis Villinger (Landestheater Stendal)
- 2015: Marius von Mayenburg: Märtyrer (Benjamin) – Regie: Andreas von Studnitz (Mainfranken Theater Würzburg)
- 2016: Arthur Miller: Tod eines Handlungsreisenden (Biff) – Regie: Katrin Plötner (Mainfranken Theater Würzburg)
- 2016: William Shakespeare: Romeo und Julia (Mercutio) – Regie: Antje Thoms (Mainfranken Theater Würzburg)
- 2017: John Steinbeck: Früchte des Zorns (Jim Casy) – Regie: Jochen Schölch (Stadttheater Ingolstadt)
- 2018: David Spicer: Gras Drüber (Marc) – Regie: Sebastian Kreyer (Stadttheater Ingolstadt)
- 2019: Michel Houellebecq: Ausweitung der Kampfzone (Ich-Erzähler) – Regie: Barish Karademir (Stadttheater Ingolstadt)

## Hörspiele, Hörbücher, Doku
- 2013: Nebel am Montmartre (SWR)
- 2017: Stalking me, stalking you (MDR)
- 2020: Wie man eine Raumkapsel verlässt von Alison McGhee
- 2020: Vergittertes Fenster (BR)
- 2021: Freinacht (BR)
- 2022: Spiegel TV Naked
- 2024: Naturfilm – Mit Fell und Farbe (NDR)